# Laurence B. Keiser
Pour les articles homonymes, voir Keiser.
Laurence Bolton Keiser (1er juin 1895 - 20 octobre 1969) était un major général américain de l'United States Army qui a servi pendant la Première et la Seconde Guerre mondiale. Au début de la guerre de Corée, il a commandé la 2e division d'infanterie (2nd Infantry Division).

## Biographie

### Jeunesse
Laurence Bolton Keiser est né à Philadelphie, en Pennsylvanie, le 1er juin 1895. Il est diplômé de l'Académie militaire des États-Unis de West Point en 1917..
Il fait partie de la promotion qui a produit plus de 55 futurs officiers généraux, dont deux chefs d'état-major de l'armée de terre - Joseph L. Collins et Matthew B. Ridgway. Parmi ses autres camarades de classe figurent : Clare H. Armstrong, Aaron Bradshaw Jr., Mark W. Clark, John T. Cole, Norman D. Cota, John M. Devine, William W. Eagles, Theodore L. Futch, Charles H. Gerhardt, Augustus M. Gurney, Ernest N. Harmon, William Kelly Harrison Jr., Robert W. Hasbrouck, Frederick A. Irving, George H. Weems, Charles S. Kilburn, Bryant E. Moore, Daniel Noce, Onslow S. Rolfe, Herbert N. Schwarzkopf, Albert C. Smith, George D. Wahl et Raymond E. S. Williamson.

### Carrière militaire
Envoyé en France avec le corps expéditionnaire américain (American Expeditionary Force) pendant la Première Guerre mondiale, Keiser est rapidement promu captain (capitaine) temporaire et nommé au commandement du 1er bataillon du 6e régiment d'infanterie (6th Infantry Regiment), une unité de la 5e division d'infanterie (5th Infantry Division). Il reçoit la Silver Star pour ses actions sur le front occidental.

### L'entre-deux-guerres
Keiser est stationné avec le 15e régiment d'infanterie (15th Infantry Regiment) à Tientsin, en Chine, de mars 1920 à juin 1922. En 1923, il est diplômé du cours d'officiers de compagnie d'infanterie à Fort Benning. Il sert ensuite comme commandant de bataillon dans le 23e régiment d'infanterie (23rd Infantry Regiment) à Fort Sam Houston. De 1924 à 1928, Keiser est instructeur à West Point.
Après son affectation à West Point, Keiser retourne à Fort Sam Houston en tant que commandant d'une compagnie du 9e régiment d'infanterie (9th Infantry Regiment). En 1932, il suit le cours avancé d'officier d'infanterie à Fort Benning, après quoi il retourne à Fort Sam Houston en tant que conseiller et mentor pour les unités de l'réserve de l'US Army.
En 1939, Keiser est diplômé de l'United States Army Command and General Staff College, après quoi il est affecté à Fort Benning en tant qu'officier exécutif puis commandant du 29e régiment d'infanterie (29th Infantry Regiment).

### Seconde Guerre mondiale
En avril 1942, Keiser est nommé chef d'état-major du 3e corps d'armée (III Corps) à Fort McPherson. Il est ensuite chef d'état-major du 6e corps d'armée (VI Corps) pendant les campagnes d'Afrique du Nord et d'Italie. En janvier 1944, il est promu brigadier général (général de brigade) et affecté au poste de chef d'état-major de la 4e armée (Fourth Army) à Fort Sam Houston. Il retourne en Chine en 1948, cette fois en tant que membre du Groupe consultatif militaire des États-Unis auprès du gouvernement chinois nationaliste (Kuomintang).

### Guerre de Corée
En novembre 1948, Keiser est nommé commandant adjoint de la 2e division d'infanterie (2nd Infantry Division). En février 1950, son ancien camarade de classe de West Point, Joe Collins, lui confie le commandement de la division et le promeut au rang de major général (général de division). Après le déclenchement de la guerre de Corée, la 2e division est la première unité de l'US Army à arriver en Corée en provenance des États-Unis continentaux.
D'août à septembre, la division débarque à Pusan et se rend dans le défilé de Naktong pour aider la 24e division d'infanterie (24th Infantry Division), qui s'efforce alors de rétablir sa ligne de front après la traversée de la rivière Naktong par la 4e division nord-coréenne.
Lorsque les Nord-Coréens lancent la grande offensive du Nakdong, quatre divisions font face à la 2e division d'infanterie. Certaines unités de la 2e division d'infanterie ne se comportent pas bien lors du premier contact avec l'ennemi, et Keiser fait preuve d'un manque de connaissance de la situation de sa division lorsqu'il est confronté au lieutenant général Walton Walker, le commandant de la 8e armée (Eighth Army). Certains officiers considèrent déjà que Keiser est un peu trop âgé pour être un commandant de division exceptionnel.
La 2e division participe à la sortie du périmètre de Pusan, poussant vers le nord-ouest en direction de Kunsan, aux côtés de la 25e division d'infanterie (25th Infantry Division), et progresse largement en Corée du Nord, à proximité de la frontière entre la Chine et la Corée du Nord.
Fin novembre 1950, une importante force chinoise franchit le fleuve Yalu et lance une attaque surprise contre les forces des Nations unies dans ce qui sera connu comme la bataille du fleuve Chongchon. La 2e division avait progressé sur le flanc droit du 9e corps d'armée (IX Corps), qui poussait alors vers le fleuve Yalu, et était positionnée au nord de Kunu-ri, avec la 25e division d'infanterie sur son flanc gauche. Au cours d'une attaque rapide d'une semaine, les Chinois menacent d'envelopper la 8e armée, la 2e division étant exposée sur la droite et subissant le plus gros du mouvement d'enveloppement. La 25e division peut se replier sur Anju, mais Keiser ne parvient pas à obtenir l'autorisation du major général John B. Coulter de la suivre. La 2e division est finalement isolée et contrainte de se frayer un chemin à travers les Chinois pour se mettre à l'abri à Sunchon.
Après la bataille de la rivière Ch'ongch'on, au cours de laquelle la 2e division subit des pertes considérables d'environ 4 000 hommes, Keiser rencontre le major général Leven Cooper Allen, chef d'état-major de la 8e armée, à Séoul. Il est relevé de son commandement et remplacé par le major général Robert B. McClure, soi-disant pour des raisons médicales, bien qu'il ait le sentiment d'être le bouc émissaire des revers subis par les Nations unies à la suite de l'intervention chinoise dans la guerre.

### Fin de carrière
De retour aux États-Unis en février 1951, il prend le commandement de la 5e division d'infanterie (5th Infantry Division) à Indiantown Gap Military Reservation (IGMR), un camp d'entraînement de base de l'infanterie situé en Pennsylvanie, près de Hershey et Harrisburg. 
Il prend sa retraite en 1953 et s'installe à San Francisco. Le 20 octobre 1969, Keiser meurt à San Francisco. Il est enterré au cimetière de West Point.

## Source
- (en) Cet article est partiellement ou en totalité issu de l’article de Wikipédia en anglais intitulé « Laurence B. Keiser » (voir la liste des auteurs).